# Nyassinus maculipes
Nyassinus maculipes är en skalbaggsart som beskrevs av John Obadiah Westwood 1879. Nyassinus maculipes ingår i släktet Nyassinus och familjen Cetoniidae. Inga underarter finns listade i Catalogue of Life.